# Conophyma ghilarovi
Conophyma ghilarovi är en insektsart som beskrevs av Chernyakhovskij 1985. Conophyma ghilarovi ingår i släktet Conophyma och familjen Dericorythidae. Inga underarter finns listade i Catalogue of Life.